# 西牛镇 (信丰县)
西牛镇，是中华人民共和国江西省赣州市信丰县下辖的一个乡镇级行政单位。

## 行政区划
西牛镇下辖以下地区：
西牛社区、黄泥社区、星村社区、西牛村、牛颈村、虎岗村、柳树村、老屋场村、上龙村、长龙村、前山村、老山铺村、沅和村、新苗村、天龙村、铺前村、坳上村、年丰村、中村、巩桥村、白兰村、新建村、中端村、丫叉桥村、黄泥村、塝塘村、曾屋村、五羊村、双溪村、星村、严坑村、东甫村、中星村、石头塘村和高丘村。